# 好中球増多
好中球増多（Neutrophilia，Neutrocytosis）とは、好中球性の白血球増多症、即ち血液中の好中球数が多い事を意味する。好中球は顆粒球の内最多である為、顆粒球症との記述は好中球増多症と意味が重なる事が多い。
好中球増多症の反対語は好中球減少症である。

## 成因
好中球は、細菌感染に反応する主要な白血球である為、好中球増多症の最も一般的な原因は、細菌感染症、特に化膿性感染症である。
好中球は急性の炎症でも増加するので、心臓発作やその他の梗塞、熱傷の後にも増加する。
プレドニゾン等の一部の薬剤は、コルチゾールやアドレナリンと同じ作用を持ち、血中の好中球を増加させる。
好中球の増多は、悪性腫瘍の結果である可能性もある。慢性骨髄性白血病（CML）は、血液細胞が制御不能な状態で増殖する疾患であり、これらの細胞が、好中球である場合がある。好中球増多は、虫垂炎や脾臓摘出術によっても引き起こされる。
原発性好中球増多症は、白血球接着不全症の結果としても起こり得る。

## 左方移動
左方移動とは、血液中の若くて分化の進んでいない好中球や好中球前駆細胞の割合が増加している状態を指す。これは一般的に、好中球が生成される場所である骨髄から、骨髄系細胞が早期に放出される事を反映している。左方移動を伴う重度の好中球増多症は、類白血病反応と呼ばれている。好中球1個あたりのアルカリホスファターゼの量を示す白血球アルカリホスファターゼ（LAP）スコアが上昇する。
重度の感染症になると、好中球に中毒性顆粒形成が発生する。これはペルゲル・フェット核異常に似ている事がある。